# Сент-Хеленс (Великобритания)
Сент-Хеленс (англ. St Helens) — город в графстве Мерсисайд Великобритании, с населением 117 308 жителей. Административный центр метрополитенского района (боро) Сент-Хеленс, население которого по переписи 2021 года составляло 183 248 жителей.

## География
Город расположен в 15 милях на восток от центра Ливерпуля, в 10 км на север от реки Мерси, в юго-западной части исторического графства Ланкашир.

## История
Изначально город был небольшим поселением среди античной сотни исторического графства Западное Дерби в тауншипе Уиндл, но к середине 1700-х годов населённый пункт развился в более крупную городскую территорию за пределами границ тауншипа. К 1838 году городской совет был официально назначен ответственным за управлением Уиндлом и тремя другими тауншипами — Экклстоном, Парром и Саттоном, которые должны были сформировать традиционный облик города.
В 1868 году населённый пункт был введён в состав муниципального района и официально стал его административным центром, а затем в 1887 году стал районом графства. Город начинает быстро развиваться в период промышленной революции XVIII и XIX веков как значительный центр по добыче угля и стеклоделия. В Сент-Хеленсе также развивалась хлопчатобумажная и льняная промышленность, особенно производство парусов, которое продолжалось до середины XIX века. В 1974 году город был преобразован в столичный район в новом столичном графстве Мерсисайд в соответствии с Законом о местном самоуправлении от 1972 года с расширенной административной ответственностью для нескольких близлежащих городов и деревень.
Город славился своей тяжёлой промышленностью, играл особую роль в угледобыче, в стекольном, химическом, медеплавильном и парусном производстве, что способствовало его росту в период промышленной революции. Изначально здесь располагалось множество промышленных предприятий, таких как Beechams, Gamble Alkali Works, Ravenhead Glass, United Glass Bottles (UGB), Triplex, Daglish Foundry и Greenall's Brewery. Производитель стекла Pilkington остаётся единственным крупным промышленным предприятием города.
Сегодня город наиболее известен своей командой регбилиг St Helens R.F.C., которая в последние годы трижды выигрывала кубок World Club Challenge, а также музеями, такими как Северо-Западный музей дорожного транспорта, «Мир стекла» и художественными инсталляциями, такими как «Мечта».

## Достопримечательности
В Сент-Хеленсе есть два музея:
- Музей Мир стекла (англ. World of Glass) — музей, посвящённый истории стекольной промышленности, а также местной истории Сент-Хеленса. Был создан в 2000 году на основе исторической коллекции компании Pilkington и муниципальных исторических коллекций
- Северо-западный музей дорожного транспорта (англ. North West Museum of Road Transport) — музей автобусов

## Экономика
В Сент-Хеленсе расположены штаб-квартира и один из заводов фирмы Pilkington — одного из мировых лидеров стекольной промышленности.

## Спорт
В городе базируется один из самых титулованных клубов Англии по регбилиг «Сент-Хеленс».